# فرناندو بادجي
فرناندو بادجي هو موزع سويسري، ولد في 3 يوليو 1914 في تورينو في إيطاليا، وتوفي في 14 يناير 1973 في Canobbio ‏ في سويسرا.

## روابط خارجية
- فرناندو بادجي على موقع IMDb (الإنجليزية)
- فرناندو بادجي على موقع ميوزك برينز (الإنجليزية)
- فرناندو بادجي على موقع ديسكوغز (الإنجليزية)